# Scoparia molliculella
Scoparia molliculella là một loài bướm đêm trong họ Crambidae.